# Élections en Jordanie
Les élections en Jordanie concernent la Chambre des représentants qui est la chambre basse de l'Assemblée nationale, le parlement bicaméral de Jordanie, ainsi que les élections locales. Elles se déroulent dans un système politique dans lequel le roi dispose de pouvoirs législatifs et exécutifs étendus. Il conserve le contrôle politique ultime. Le roi choisit le Premier ministre, qui est alors libre de composer son gouvernement. Le Parlement a des quotas : trois sièges pour les Adyguéens et les Tchétchènes, neuf pour les chrétiens et quinze pour les femmes. Le système électoral privilégie les tribus rurales et celles originaires de Cisjordanie plutôt que les zones urbaines qui sont principalement habitées par la population d'origine palestinienne. 
Les premières élections législatives ont eu lieu pendant l'émirat de Transjordanie en 1929. Même après l'indépendance de la Jordanie en 1946, l'influence britannique provoque la tenue d'élections au scrutin majoritaire plurinominal. En 1956, à peine trois mois après le début de l'expérience d'un gouvernement élu, le roi Hussein destitue le gouvernement, déclare la loi martiale et interdit les partis politiques. Ce régime dure jusqu'aux élections législatives de 1989 après l'agitation dans le sud de la Jordanie provoquée par la hausse des prix. Les élections législatives de 1989 au scrutin majoritaire plurinominal voient les partis islamistes de l'opposition remporter 22 des 80 sièges de la Chambre des députés. Le système électoral est modifié en 1992 pour un système de vote unique non transférable, mieux connu sous le nom de « un homme, un voix », afin de supprimer la représentation islamiste. Les partis d’opposition, dont le Front islamique d'action des Frères musulmans boycottent souvent les élections en raison de la nouvelle loi, même si les partis politiques sont ré-légalisés et la loi martiale levée. 
Au cours du printemps arabe, la contestation en Jordanie en 2011-2012 appelle à une réforme politique. Certaines modifications sont introduites avant les élections législatives de 2013, notamment la création d'une commission électorale indépendante. Cependant, les changements sont jugés insuffisants par de nombreux partis d'opposition ce qui conduit à un boycott. Des réformes à grande échelle sont mises en place pour les élections législatives de 2016 et les élections locales de 2017. Les partis d'opposition, dont le Front islamique d'action, mettent fin au boycott des élections en 2016 après l'introduction de la représentation proportionnelle et avec leurs alliés, réussissent à remporter 16 sièges sur 130, alors qu'ils prévoyaient de remporter 20 à 30 sièges. La représentation proportionnelle est considérée comme la première étape vers l'établissement de gouvernements parlementaires dans lesquels les blocs parlementaires, au lieu du roi, choisissent le Premier ministre. Cependant, le sous-développement des partis politiques en Jordanie a ralenti ces mouvements. Les élections législatives de 2016 et locales de 2013 sont  jugées équitables et transparentes par plusieurs observateurs internationaux indépendants.

## Système politique

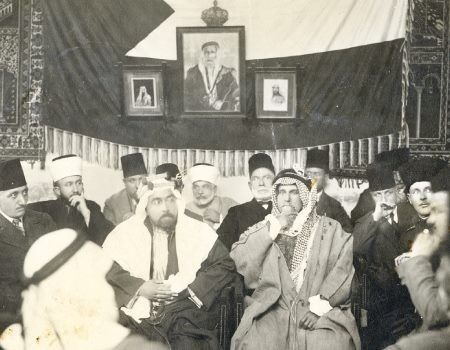
Les premières élections législatives de l'histoire de la Jordanie ont lieu le 2 avril 1929.

Par rapport aux autres monarchies arabes, la Jordanie est relativement pluraliste, avec une tolérance pour l'opposition politique et sociale. La Jordanie est membre de traités internationaux l'obligeant à tenir régulièrement des élections  avec une préparation et une mise en œuvre appropriées et qui l'obligent à respecter le droit de vote, le droit d'être élu et de participer aux affaires publiques, la liberté de réunion, la liberté d'association, la liberté de circulation et liberté d’opinion. Après la dissolution du Parlement, la constitution prévoit que les élections doivent avoir lieu dans les quatre mois. Néanmoins, la monarchie conserve le contrôle politique ultime, car elle est dotée d'un large pouvoir exécutif et législatif, conduisant la cour royale du roi et ses conseillers à exercer plus de pouvoirs que le parlement. Alors qu'en théorie, le service des renseignements militaires et généraux relève du Parlement, dans la pratique, il relève de la monarchie. Des domaines politiques importants, tels que les relations extérieures, la politique économique et la sécurité intérieure sont contrôlés par le roi et ses conseillers. 
Au parlement les deux chambres ont la même responsabilité. Mais alors que les députés sont élus, c'est le roi qui choisit les sénateurs. Alors que la Chambre des députés peut initier une loi, elle doit être approuvée par le Sénat et le Roi. Si le roi refuse d'approuver la loi, elle doit obtenir l'approbation des deux tiers de la Chambre des députés et du Sénat pour entrer en vigueur. Le roi nomme un Premier ministre, mais n'est pas tenu de consulter le Parlement sur son choix, ni de choisir en fonction du poids des partis au parlement. Les remaniements ministériels au sein d'une même législature peuvent être fréquents, et mis à part un moyen de récompenser les députés fidèles, ils sont souvent utilisés pour contrer la dissidence, car le roi peut rejeter la responsabilité des problèmes sur le gouvernement précédent tout en apparaissant au-dessus de la politique. De même, le roi peut dissoudre le parlement avant la fin de son mandat s'il souhaite des élections anticipées, ou suspendre le parlement entièrement et gouverner par décret, ce qui s'est produit deux fois au 21e siècle, de 2001 à 2003 et de 2009 à 2010. En dehors de la suspension, les élections ont lieu dans les quatre mois suivant la dissolution du parlement précédent. 
Même après la légalisation en 1992, les partis politiques ont longtemps été faibles, un effet intentionnel du système électoral. Le nombre de leurs membres reste faible, en partie en raison de la crainte persistante de discrimination gouvernementale à l'égard des membres du parti. Au lieu de cela, les tribus sont devenues des acteurs politiques efficaces, jouant des rôles traditionnellement associés aux partis politiques, tels que la tenue de leurs propres primaires et la mobilisation des électeurs à travers leurs propres listes électorales. Les élections sont donc souvent basées sur le favoritisme plutôt que sur la politique, les votes sont basés sur des critères tribaux ou familiaux. La politique reflète la division démographique entre la population d'origine palestinienne et celle originaire de Transjordanie. L’État est dominé par les populations de l'Est et qui forment le noyau du soutien monarchique, tandis que les Palestiniens jordaniens ont peu de représentation politique et sont systématiquement discriminés. 
.

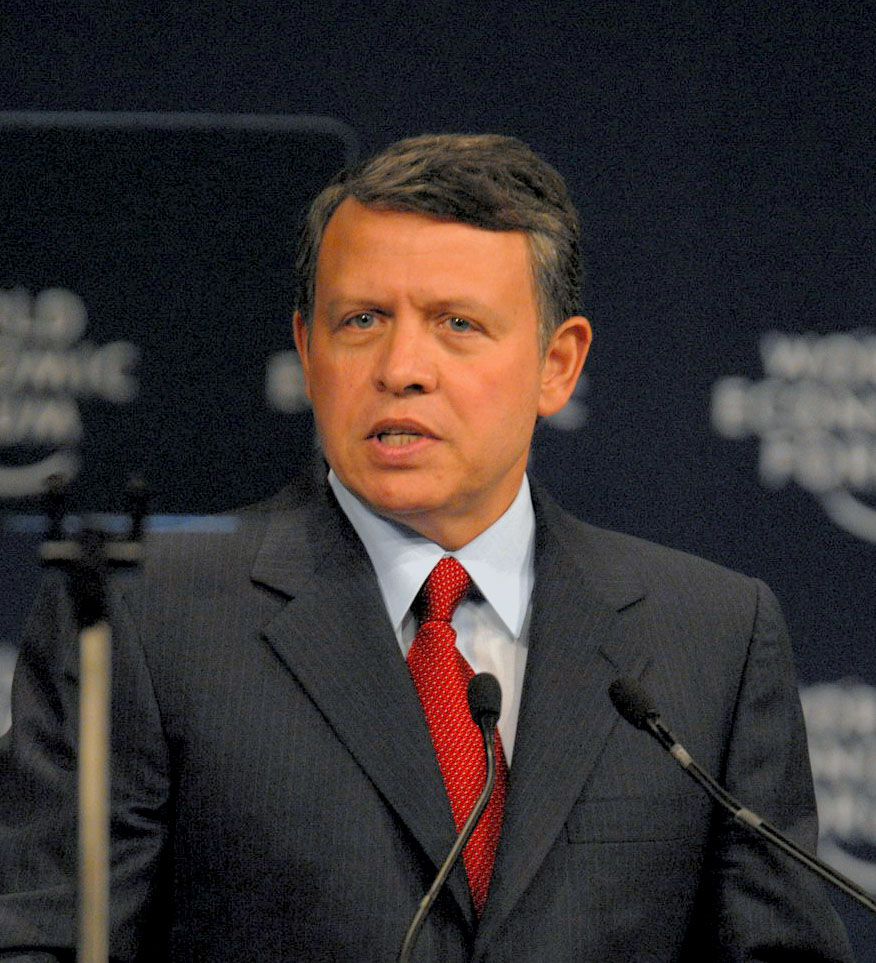
Abdullah II, le roi de Jordanie, dispose de pouvoirs législatifs et exécutifs étendus

Les circonscriptions sont délimitées par le gouvernement sur recommandation du ministère de l'Intérieur. Ces circonscriptions suivent les limites administratives à quelques changements mineurs. Chaque circonscription ne reflète pas les populations en son sein. Par exemple, lors des élections de 2013, le gouvernorat d'Amman comptait 98 936 électeurs par siège, alors que celui de Tafilah n'en comptait que 25 350. Le septième district d'Irbid comptait 48 701 électeurs inscrits, ce qui a conduit le candidat à gagner avec 11 624 voix, tandis que le deuxième district de Ma'an ne comptait que 6 733 électeurs inscrits et a été remporté par un candidat qui n'a recueilli que 1 648 voix. Ce découpage électoral partisan conduit souvent à l'élection de députés ayant un support tribal et des préoccupations locales plutôt qu'à des programmes nationaux. 
Comme les résultats des élections sont basés sur le favoritisme plutôt que sur l'alignement politique, les parlements sont souvent inefficaces. Le manque de partis politiques conduit à une très grande fracture, entravant les réformes. Les élections sont fréquemment manipulées par l'État, allant du soutien sélectif des candidats bénéficiant d'un financement et d'un accès aux médias à, dans certains cas, la fraude électorale directe par la manipulation des votes ou la participation. Cela se fait souvent au détriment du bras politique des Frères musulmans en Jordanie, le Front islamique d'action. La répression des Frères musulmans coïncide avec la crainte d'une réforme électorale donnant aux Palestiniens une représentation politique accrue car le Front islamique d'action est considéré comme soutenu par de nombreux Palestiniens. 
Les contraintes et les restrictions envers le pouvoir des élus imposées par les institutions non élues ne suscitent pas le désintérêt du public envers le Parlement. L'électorat jordanien est cependant largement au courant des autres options électorales et il n'y a pas beaucoup de discussions publiques sur les failles du système électoral. Alors que le gouvernement a fréquemment fait de la rhétorique sur l'amélioration du système démocratique, cette rhétorique dépasse de loin toutes les actions qu'il prend. 

## Suffrage et quotas

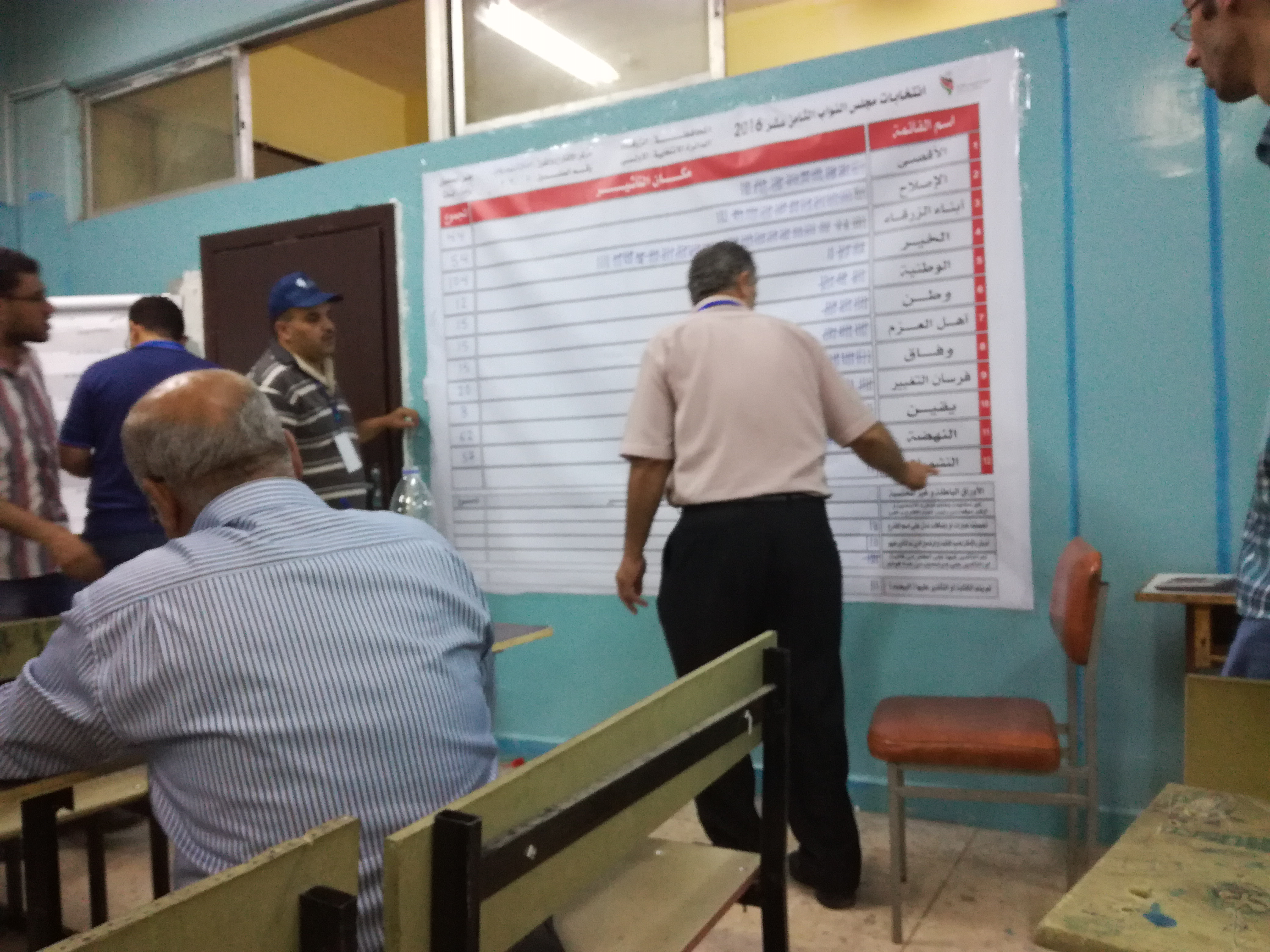
Le processus de filtrage des élections législatives de 2016 dans une école de Zarka.

La constitution jordanienne ne contient aucune disposition garantissant le suffrage universel. L'article 6 interdit les discriminations fondées sur la religion, la race et la langue, mais ne prévoit rien au sujet du sexe. Néanmoins, les femmes obtiennent le droit de vote en 1974, et des quotas de participation parlementaire sont introduits en 2003 et augmentent depuis lors. Actuellement chacun des 12 gouvernorats a un siège réservé, et chacune des trois circonscriptions électorales « badia » en a également un, soit un total de 15. Les femmes peuvent être élues à toutes les fonctions publiques et, depuis le début du siècle, il y a régulièrement des femmes membres du gouvernement. En 2010, une femme a été nommée procureur général pour la première fois. Cependant, malgré l'action positive utilisée dans le cadre du système de quotas, les problèmes culturels sont censés entraver l'indépendance des femmes qui votent, et certaines primaires tribales continuent de comporter des votes réservés aux hommes. Certaines petites tribus qui ne peuvent pas gagner de manière fiable des sièges normaux profitent également du quota en désignant des femmes. Les candidates sont donc souvent contrôlées par les tribus qui les soutiennent. 
Certaines minorités ethniques et religieuses ont également des quotas au Parlement, bien que ces minorités doivent se présenter aux sièges qui leur sont attribués si elles souhaitent entrer au Parlement. Les électeurs de descendance adyguéenne et tchétchène se partagent trois sièges, tandis que les chrétiens se voient attribuer neuf sièges. Dans les deux cas ce sont des surreprésentations au Parlement par rapport à leur présence dans l'ensemble de la population. Les chrétiens sont souvent nommés à des postes ministériels, bien que, dans la pratique, ils n'atteignent pas les postes les plus élevés tels que Premier ministre et commandant militaire en chef. Les bédouins ont trois électorats spéciaux « badia », dont chacun fournit trois membres au parlement, dont une femme par badia. La badia divise le pays en zones nord, centrale et sud, mais la capacité de voter dans ces districts est déterminée non seulement par l'emplacement mais aussi par l'appartenance tribale, seuls les membres des tribus approuvées pouvant voter dans ces circonscriptions. 
L'âge du suffrage est de 18 ans. Ceux qui sont en faillite ou handicapés mentaux ne sont pas autorisés à voter, et il n'y a historiquement aucune disposition pour aider les électeurs absents ou ayant des besoins spéciaux. Les employés des forces armées, des services de sécurité de l'État, des services de sécurité publique, de la gendarmerie et des forces de défense civile ne peuvent pas voter pendant leur emploi. Les règles d'inscription, qui sont déterminées par la Commission électorale indépendante (CEI), imposent l'inscription dans le district de résidence ou dans le district où un père ou un grand-père est né. Une exception existe pour les Adyguéens, les Tchétchènes et les Chrétiens, qui peuvent s'inscrire dans un district voisin s'ils résident dans un district qui n'a pas de siège pour leur quota. Aux élections de 2013, 400 000 électeurs au total se sont inscrits dans les districts où ils ne résidaient pas. 

## Administration électorale
Avant 2013, les élections étaient organisées par le ministère de l'Intérieur. Les amendements constitutionnels ont créé l'article 67, qui prévoyait la création d'une commission électorale indépendante (CEI). La CEI a pour mandat de gérer et de superviser les élections parlementaires et le gouvernement peut lui demander de superviser d'autres élections si nécessaire. Elle possède un conseil d'administration de cinq membres dont un président. Ces membres sont nommés pour des mandats non renouvelables de 6 ans. Bien que son budget soit contrôlé par le gouvernement, elle est  juridiquement et administrativement indépendante. 

### Listes électorales
Lors de leur inscription pour le vote de 2013, les électeurs reçoivent une carte d'enregistrement qui est requise avec leur carte d'identité nationale pour voter. Dans le but d’empêcher la fraude électorale, car les cartes d'identité nationales sont considérées comme plus faciles à falsifier. En outre, des bureaux de vote sont attribués lors de l'inscription, pour empêcher les votes multiples, car avant 2013, les bureaux de vote étaient choisis par les électeurs de la journée. L'élection se fait dans 4 069 bureaux de vote. 2 282 182 personnes, soit 70% de la population ayant le droit de vote, se sont inscrites aux élections de 2013, dont 1 178 864 (51,9%) de femmes. Contrairement aux années précédentes, les inscriptions de 2013 sont jugées exactes. La participation finale est de 56,6%.
Un processus connu sous le nom d'enregistrement des familles a permis aux électeurs de désigner quelqu'un d'autre pour récupérer leur carte électorale. Cela suscite des craintes de fraude électorale, car cela conduit certains à s'inscrire pour d'autres sans leur consentement, leur donnant la possibilité de rançonner ou de vendre des cartes de vote. La CEI indique que 62% des cartes sont récupérées par procuration, tandis que d'autres rapports estimaient ce pourcentage à 85%. En partie, l'achat de votes est encouragé par le cynisme des électeurs envers le Parlement. La CEI prend des mesures et provoque l'arrestation de prétendus acheteurs de votes peu de temps avant les élections, bien que cette action soit critiquée comme insuffisante, et trois des personnes arrêtées ont ensuite remporté des sièges parlementaires qui leur accordent l'immunité de poursuites. L'enregistrement est devenu automatique sur la base des listes fournies par la Division de la fonction publique et des passeports pour les élections de 2016. 
L'inscription en tant que candidat en 2013 a nécessité des frais de 500 dinars. Certaines municipalités ont en outre exigé des dépôts pour s'assurer que les candidats avaient nettoyé le matériel de campagne après les élections, bien que cela ne soit pas appliqué de manière générale. En plus d'enregistrer les partis politiques, les individus pouvaient enregistrer leurs propres listes pour les circonscriptions PR, à condition qu'elles comprissent au moins neuf individus. Cela conduit des personnes riches à se mettre en tête de liste et à payer d'autres personnes pour figurer sur leurs listes, ce qui a contribué à la fracture des résultats nationaux.

### Vote
La CEI créée peu de temps avant les élections de 2013 et n'a que 8 mois pour s'y préparer. Elle introduit des bulletins de vote préimprimés conçus pour se conformer aux normes internationales. Avant cela, les électeurs devaient inscrire le nom de leur candidat. Cela signifiait que les électeurs illettrés ne pouvaient pas voter en secret, car ils devaient demander au personnel du bureau de voter d'inscrire leur choix sur le bulletin, il y avait donc un risque de fraude. Les nouveaux bulletins de vote ont également des fonctions de sécurité améliorées pour aider à assurer la légitimité. La CEI a également introduit l'encre indélébile et pour la première fois, tout le personnel électoral, 32 000 lors de cette élection, a été formé. Les votes ont été comptés quatre fois pour permettre le recoupement avec près de 400 observateurs internationaux. 
Il y a des malentendus procéduraux et des retards aux élections de 2013, mais dans l'ensemble, tout se passe bien. Les résultats des élections sont mis à jour de manière continue et transparente après le scrutin, les résultats définitifs sont publiés le 28 janvier, cinq jours après le vote. Les observateurs internationaux considèrent largement la CEI comme un succès et un arbitre impartial des résultats. 